# جولي أوتسوكا
جولي أوتسوكا (بالإنجليزية: Julie Otsuka)‏‏ (15 مايو 1962 في بالو ألتو، كاليفورنيا - ) روائية، وكاتِبة من الولايات المتحدة.

## الجوائز
- زمالة غوغنهايم
- جائزة فيمينا عن فئة الأدب الأجنبي  [لغات أخرى]‏

## روابط خارجية
- جولي أوتسوكا على موقع ميوزك برينز (الإنجليزية)